# БТР-70Д(GM)
БТР-70Д(GM) — украинский вариант модернизации советского бронетранспортёра БТР-70.

## История
30 марта 2017 года премьер-министр Украины В. Гройсман сообщил о намерении привлечь Житомирский бронетанковый завод к участию в программе модернизации бронетранспортёров БТР-70 (было объявлено, что модернизированные машины должны получить усиленную защиту, боевой модуль "Шквал" и американский двигатель General Motors).
9 октября 2018 года завод представил демонстрационный образец модернизированного бронетранспортёра БТР-70Д(GM) на проходившей в Киеве оружейной выставке "Зброя та безпека-2018".
Разработка этой бронемашины проходила за собственные оборотные средства предприятия.
В течение 2018 года проходили испытания БТР-70Д(GM) с целью оценки возможности использования бронетранспортёра в вооружённых силах Украины.
В 2020 году бронемашина была включена в перечень продукции концерна "Укроборонпром" и предложена на экспорт государственной компанией «Спецтехноэкспорт».

## Описание
Модернизация БТР-70 до уровня БТР-70Д(GM) состоит в замене двух карбюраторных двигателей ЗМЗ-4905 семейства ЗМЗ-53 советского производства на два новых дизельных двигателя General Motors GM-6.2 производства США суммарной мощностью 330 л. с.. В результате ремоторизации общая мощность двигателей была увеличена на 50 л. с., что повысило мобильность машины.
На демонстрационном образце 2018 года башня БТР-70 с пулемётным вооружением была демонтирована, вместо неё установлен боевой модуль «Дельта» (вооружённый 23-мм автоматической пушкой и 7,62-мм пулемётом с цифровой системой управления огнём), однако представители завода сообщили, что при необходимости бронемашина может комплектоваться боевыми модулями другого типа.
На предлагаемом на экспорт варианте 2020 года вместо башни БТР-70 с пулемётным вооружением предложено устанавливать боевой модуль с 30-мм автоматическим орудием для БТР-70ДИ.